# Parafia Wniebowzięcia Najświętszej Maryi Panny w Strawczynie
Parafia Wniebowzięcia Najświętszej Maryi Panny – parafia rzymskokatolicka w Strawczynie (diecezja kielecka, dekanat piekoszowski).

## Historia
Erygowana w 1629. Duszpasterstwo w niej prowadzą księża diecezjalni.
Do początku XVII w. Strawczyn znajdował się w obrębie parafii Chełmce. Kościół w Strawczynie ufundował Krzysztof Gawroński w 1629. Budowę zakończono w 1685. Świątynię poświęcił bp Wojciech Stawowski. W  1835 przebudowano ją, ale zachowała do dziś niektóre elementy barokowe. Prezbiterium jednoprzęsłowe, wielobocznie zamknięte, przy nawie od północy – kaplica Matki Bożej Szkaplerznej. W ołtarzu głównym – obraz  Wniebowzięcia Matki Bożej z XVII w. W ołtarzach bocznych – obrazy św. Józefa i Ukrzyżowanie Pana Jezusa. Po II wojnie światowej, w latach pięćdziesiątych XX w. kościół przebudowano, z czasem wyremontowano jego wnętrze. W latach 1991–1995 prowadzono prace konserwatorskie. Odnowiono wszystkie ołtarze, tynki, wymieniono dzwony, odrestaurowano organy. 
Funkcję proboszcza spełnia ks. Piotr Florczyk, mgr teol., KHK, ur. 1970 (Młodzawy), wyśw. 1996, mian. 2018
Wikariusze: ks. Adam Koćwin, mgr teol., ur. 1989 (Czarnca), wyśw. 2014, mian. 2017, ks. Mateusz Magiera, mgr teol., ur. 1996 (Tczyca), wyśw. 2021, mian. 2021.

## Parafia
Parafia liczy 5400 parafian i należy do dekanatu piekoszowskiego.